# Mauricio Montero
Mauricio Antonio Montero Chinchilla (né le 19 octobre 1963 à Grecia au Costa Rica) est un footballeur international costaricien, qui évoluait au poste de défenseur, avant de devenir entraîneur.

## Biographie

### Carrière de joueur

#### Carrière en sélection
Avec l'équipe du Costa Rica, il joue 56 matchs (pour 3 buts inscrits) entre 1985 et 1996. Il figure notamment dans le groupe des sélectionnés lors de la coupe du monde de 1990. Lors du mondial, il est titulaire indiscutable et joue 4 matchs : contre l'Écosse, le Brésil, la Suède, et enfin la Tchécoslovaquie.
Il participe également à la Gold Cup de 1991, où le Costa Rica termine quatrième de la compétition.
Il joue enfin 15 matchs comptant pour les tours préliminaires des coupes du monde 1990 et 1994.

## Palmarès
Alajuelense
- Championnat du Costa Rica (4) :
  - Champion : 1990-91, 1991-92, 1995-96 et 1996-97.

- Copa Interclubes UNCAF (1) :
  - Vainqueur : 1996.